# Cúllar Vega
Cúllar Vega é um município da Espanha na província de Granada, comunidade autónoma da Andaluzia, de área 9 km² com população de 6212 habitantes (2007) e densidade populacional de 1200,23 hab/km².

## Demografia
| Variação demográfica do município entre 1991 e 2004 | Variação demográfica do município entre 1991 e 2004 | Variação demográfica do município entre 1991 e 2004 | Variação demográfica do município entre 1991 e 2004 |
| --------------------------------------------------- | --------------------------------------------------- | --------------------------------------------------- | --------------------------------------------------- |
| 1991                                                | 1996                                                | 2001                                                | 2004                                                |
| 1732                                                | 2656                                                | 4707                                                | 5173                                                |